# John Hahn
John Hahn (1989) is een Amerikaanse golfer.

## Amateur
Hahn studeerde van 2007-2011 aan de Kent State University en speelde college golf. Hij won in die periode 7 toernooien. Toen hij daar afscheid nam, was zijn gemiddelde score 72,43, het laagste gemiddelde sinds Ben Curtis.
In 2011 kwalificeerde hij zich voor het US Amateur. 

### Gewonnen
Onder meer:
- 2009: Western Amateur[1]
- 2010: Gopher Invitational

## Professional
Hahn werd in september 2011 professional en speelde eerst op de eGolf Tour en de Canadese PGA Tour.
In 2013 kwalificeerden Hahn en Kevin Phelan zich op de Ritz-Carlton Members Golf Club in Cleveland voor deelname aan het US Open. Zijn vader John Hahn Sr caddiede voor hem op het Open. Hij miste de cut.
In september deed hij mee aan de Europese Tourschool.